# Vladimír Helfert
Vladimír Helfert (Plánice, a prop de Klatovy, 24 de març de 1886 - Praga, 18 de març de 1945) va ser un important musicòleg txec en el període d'entreguerres.
Tot i que la seva primerenca carrera com a crític musical es va veure enfosquida per la influència negativa del seu professor, Zdeněk Nejedlý, amb qui va estudiar a la Universitat Charles. Després d'acceptar un lloc el 1922 com a professor de musicologia a la Universitat Masaryk de Brno, va anar en contra de les ensenyances de Nejedlý i va defensar la música de Leoš Janáček. La seva obra més gran, Česká moderní hudba. Studie o české hudební tvořivosti (Música moderna txeca: un estudi de la creativitat musical txeca, 1936), va ser atacat públicament per Nejedlý i la resta dels seus seguidors. Durant l'ocupació nazi, Helfert es va implicar amb l'entorn del Partit Comunista Txecoslovac i va ser arrestat per activitats de resistència. Va ser internat per la Gestapo al castell Špilberk de Brno el 1939, i posteriorment a Breslau fins al 1942. Després d'una convalescència, va ser arrestat de nou el 1944 i retingut a la presó de Pankrác a Praga i finalment al camp de concentració de Theresienstadt. La seva salut no va sobreviure al viatge de tornada a Praga després de l'alliberament.
Va escriure una primera part de la biografia de Janáček.